# Catocala japonica
Catocala japonica là một loài bướm đêm trong họ Erebidae.